# Boiron
Boiron (Euronext: BOI) és un fabricant de productes homeopàtics, amb seu a França i amb presència operativa en 59 països d'arreu del món. És el major fabricant de productes homeopàtics del món. El 2004 tenia una plantilla de 2.779 treballadors i va tenir una facturació de 313 milions d'euros. Actualment, és membre de l'índex borsari CAC Small 90.
El juny de 2005, l'empresa va adquirir Dolisos Laboratories, aleshores el segon major fabricant mundial de preparats homeopàtics.
Els productes de Boiron inclouen monopreparats (preparats hahnemanians) i polipreparats (que Boiron anomena "medicaments privatius").
S'han presentat diverses demandes col·lectives en nom dels consumidors que asseguren que els productes homeopàtics de Boiron (incloent per exemple el Coldcalm per nens i l'Oscillococcinum) són inútils i que la propaganda que Boiron fa d'aquests productes és enganyosa.